# Typhlogastrura morozovi
Typhlogastrura morozovi är en urinsektsart som beskrevs av Babenko 1987. Typhlogastrura morozovi ingår i släktet Typhlogastrura och familjen Hypogastruridae. Inga underarter finns listade i Catalogue of Life.